# Wendy Goldman
Wendy Z. Goldman é uma historiadora estadunidense e professora do Departamento de História da Universidade Carnegie Mellon, conhecida por ser especializada em estudos políticos sobre a Rússia e a União Soviética. Suas primeiras obras focam em política familiar, emancipação das mulheres e industrialização. Ela também escreveu sobre a repressão política na União Soviética durante a Era Stalin e, mais recentemente, examinou as contribuições da URSS para a vitória na Segunda Guerra Mundial. Suas obras foram traduzidas para uma variedade de idiomas, entre eles o russo, tcheco, espanhol, português, italiano, alemão e japonês.

Seu livro "Inventing the Enemy", lançado em 2011, recebeu Menção Honrosa para o Reginald Zelnik Book Prize em História, e o livro "A mulher, o Estado e a Revolução" venceu a Berkshire Book Award Conference, em 1994, para o melhor livro em qualquer campo da história escrita por uma mulher.